# Brackvattensnemertin
Brackvattensnemertin (Cyanophthalma obscura) är en djurart som tillhör fylumet slemmaskar, och som först beskrevs av Schultze 1851. Enligt Catalogue of Life ingår Brackvattensnemertin i släktet Cyanophthalma och familjen Tetrastemmatidae, men enligt Dyntaxa är tillhörigheten istället släktet Cyanophthalma, och ordningen Hoplonemertea. Arten är reproducerande i Sverige. Inga underarter finns listade i Catalogue of Life.